# Vermetus compactus
Vermetus compactus är en snäckart. Vermetus compactus ingår i släktet Vermetus och familjen Vermetidae. Inga underarter finns listade i Catalogue of Life.